# Нифонтов, Владлен Александрович
Владле́н Алекса́ндрович Ни́фонтов (11 мая 1939 — 9 августа 2016) — советский организатор строительной отрасли и государственный деятель, председатель Череповецкого горисполкома (01.07.1987—02.04.1990).

## Биография
Родился в деревне Канзово Архангельской области. Рано лишился родителей (отец погиб на фронте) и воспитывался в детском доме.
После окончания Архангельского строительного техникума работал в Иркутской области и служил в армии на Дальнем Востоке.
В 1961 году приехал в Череповец и поступил на работу в управление «Жилгражданстрой» мастером. Заочно окончил Архангельский лесотехнический институт по специальности инженер-строитель, после чего занимал руководящие должности вплоть до главного инженера.
С 1972 года — начальник строительного управления «Промстрой». В 1976 году заместитель управляющего трестом «Череповецметаллургстрой», через несколько месяцев вернулся в «Жилгражданстрой» и назначен начальником управления.
С 1980 года — управляющий трестом «Череповецстрой» Всесоюзного объединения «Череповецметаллургхимстрой», с 1981 г. главный инженер объединения «Череповецгражданстрой».
В 1982—1987 годах — первый заместитель председателя, в 1987—1990 годах — председатель Череповецкого горисполкома.
Был инициатором строительства в Зашекснинском районе коммунальных сетей, водопровода, теплосетей и других инженерных коммуникаций.
С 1990 года — заместитель начальника объединения «Череповецгражданстрой».
В 1997 году учредил и возглавил строительную фирму «Двина».
Заслуженный строитель Российской Федерации (1998).